# Vikingar
Vikingar est une série de bande dessinée historique et fantastique basée sur l'Histoire viking et la Mythologie nordique, dessinée et scénarisée par Cindy et Laura Derieux. La saga dépeint les aventures d'un équipage viking prenant part à des événements historiques vers l'an mil.

## Les auteurs
Les deux auteurs, Cindy Derieux et Laura Derieux, sont les filles de Dan Derieux, surnommé Dan Thorgis, écrivain, propriétaire et capitaine du Gungnir, réplique suédoise d'un bateau viking. 
Cindy et Laura Derieux font partie de l'équipage du Gungnir pour participer à des navigations expérimentales depuis 2006. Elles ont parcouru l'Europe depuis leur plus jeune âge avec leurs parents. Leurs expéditions en Scandinavie et la visite de nombreux sites archéologiques vikings leur ont donné le goût pour la reconstitution historique et l'archéologie.  
Ces expériences les ont conduites à faire partager leur passion par des conférences sur l'histoire, la culture scandinave et les croyances nordiques souvent méconnues et qui fait partie de notre patrimoine historique. 
Les deux sœurs, Cindy et Laura Derieux, nées à Paris en 1993 et 1990 respectivement, scénarisent et dessinent ensemble en se basant sur l'archéologie, sur les anciennes sagas et les écrits d'historiens et spécialistes tels que François Xavier Dillmann, Régis Boyer, Rudolf Simek, François Neveux et Jean Renaud, et sur leurs recherches et expérience personnelle à bord du voilier viking Gungnir.

## Description

### Synopsis
À la fin du Xe siècle, le roi Olaf Tryggvason règne impitoyablement sur la Norvège. Thormod et son équipage préparent les alliances avec les royaumes  pour mettre un terme à sa tyrannie. Mais des forces surnaturelles, géants et fantômes issus des mythes se manifestent au cours de leurs aventures, impliquant des membres de leur famille ayant mystérieusement disparus des années plus tôt... 
Chaque tome paru s'inspire d'un fait réel fameux de l'histoire viking. Cinq tomes ont été édités depuis 2014, le cinquième a été publié en août 2018.

### Les principaux personnages

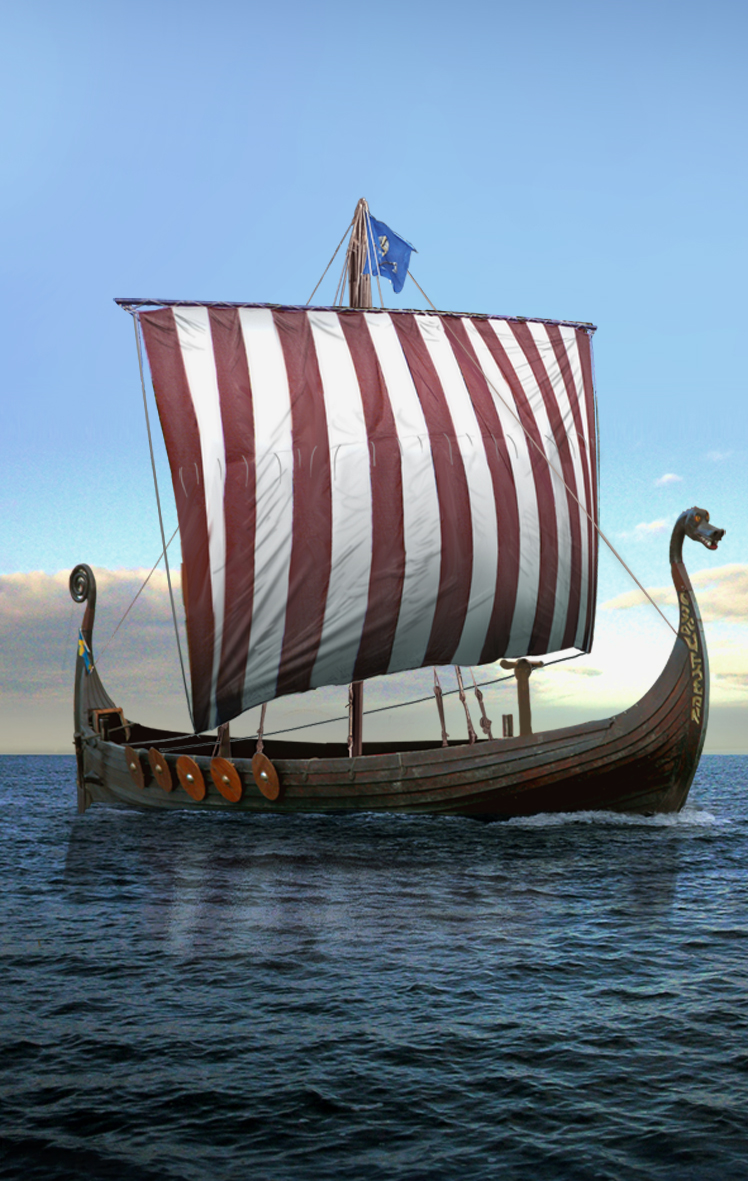
Le drakkar Gungnir.

- Thormod : il est le capitaine du bateau Gungnir qu'il a construit avec son ami Eskil. Il parcourt les mers scandinaves, en tant que chef d'expédition, avec sa femme Hlíf. Il est très proche et considère son cousin direct Runi, comme son petit frère et veille sur ses deux sœurs Teene et Randi...
- Hagen : il est chef de guerre et a une grande expérience dans le combat. Il est le tuteur de Runi et porte en lui toutes les valeurs du clan avec lequel il n'est pourtant pas apparenté par le sang. Il en défend les valeurs ancestrales...
- Hlif : épouse de Thormod, elle connait la science du seiðr (magie et médecine). Elle partage son savoir avec Tenee avec qui elle est très complice. Elle fait partie de l'équipage, parfois elle mène l'expédition. Douce et indépendante, elle est confiante dans ce qu'elle entreprend et n'en reste pas moins humble.
- Eskil : il est charpentier et fait aussi des bateaux jouets pour ses nombreux fils dont son aîné Tyl qui partage aussi son goût de la construction...
- Tenee : elle est une adolescente assez mature. Son amour pour les animaux est tel, qu'elle passe le plus clair de son temps en leur compagnie. L'un d'eux, Silke est une couleuvre qu'elle a sauvée des serres de Stig, une corneille...
- Runi : fils de Alrun et Arngeirr, il a hérité de leur témérité et de leur courage, mais peut se montrer impulsif voire inconscient. il est impatient d'être aussi doué que son cousin Thormod ou son tuteur Hagen, en matière d'expéditions...

## Albums

### Tome 1 (2014):Le Danegeld
L'équipage viking du Gungnir, Eskil, Tenee, Thormod et sa femme Hlif, accoste sur les Terres normandes de leur cousin Runi, jeune seigneur normand. Ils découvrent, échoué sur la plage, le navire de guerre de Dithilde, un membre de leur clan qui sert le roi Sveinn du Danemark. Elle était chargée d'escorter le Danegeld, le trésor des danois, d'Angleterre jusqu'à la couronne de Danemark quand des pirates lui dérobèrent la précieuse cargaison. Soucieux de secourir Dithilde et de laver l'honneur de leur clan, nos héros partent à la recherche de l'or des danois.

### Tome 2 (2015):Le Rocher aux Sorciers
Après les évènements qui conduisirent l'équipage du Gungnir sur les côtes de Normandie à la recherche du Danegeld, nos héros font route vers les fjords de Norvège pour tenter de percer un secret que seules les plus grandes magiciennes peuvent déchiffrer. Mais le danger rôde dans les forêts de Norvège car la colère du Roi Olaf et de ses hommes se fait de plus en plus menaçante. Thormod, Hlif, Hagen et Eïvind vont devoir redoubler de courage pour sonder les mystères du Monde du Double au péril de leur vie.

### Tome 3 (2016):Les prisonniers de Nidaros
À la suite des événements de « Le rocher aux Sorciers », l'équipage du Gungnir s'apprête à faire voile au nord, là où une entité ancestrale pourra les aider dans leur quête. Mais un événement inattendu survient: les quatre princes d'Islande ont été retenus en otage lors de leur escale sur le continent. Le ravisseur n'est autre que le Roi Olaf Tryggvasson, qui menace de tuer les futurs souverains si leur pays n'accepte pas la nouvelle foi. Thormod et son clan vont de nouveau devoir intervenir pour sauver leurs amis et affronter leur ennemi de toujours.

### Tome 4 (2017):Hjalmarr
Cette histoire se passe huit ans avant les événements du "Danegeld" , huit années durant lesquelles le roi Olaf prépare son ascension sur le trône de Norvège. Hjalmarr, l'ennemi juré du clan de Thormod, fit ses armes auprès du souverain durant ses raids en Angleterre. Quels furent les événements qui conduisirent le terrible guerrier casqué à affronter le clan Sverresen, jusqu'à commettre l'irréparable ?

### Tome 5 (2018):La Bataille de Svolder
La grande bataille commence ! Les troupes du roi Olaf Tryggvasson reviennent du pays des Vendes, prêts à affronter les peuples libres de la Scandinavie. Thormod et son équipage rejoignent leurs frères d'armes à Svolder, où aura lieu le combat. Mais des forces du monde du double et des secrets révélés pourraient changer le cours des événements. Une histoire épique et guerrière qui vous fera découvrir l'une des plus fameuses batailles navales de l'époque Viking !

### Tome 6 (2019):Le Cygne de Thulé
L'équipage Gungnir de Thormod est tout près d'atteindre son but ! En route pour délivrer leurs amis prisonniers des glaces de l'Arctique, il leur faudra affronter les forces de la nature et les géants venus hanter Midgard pour y parvenir, Un combat titanesque s'annonce...